# Lijst van beelden in Ommen
Dit is een (onvolledige) chronologische lijst van beelden in Ommen. Onder een beeld wordt hier verstaan elk driedimensionaal kunstwerk in de openbare ruimte van de Nederlandse gemeente Ommen, waarbij beeld wordt gebruikt als verzamelbegrip voor sculpturen, standbeelden, installaties, gedenktekens en overige beeldhouwwerken.
Voor een volledig overzicht van de beschikbare afbeeldingen zie: Beelden in Ommen op Wikimedia Commons.
| Geplaatst | Omschrijving                    | Kunstenaar                         | Straat                             | Plaats                    | Materiaal                    | Afbeelding |
| --------- | ------------------------------- | ---------------------------------- | ---------------------------------- | ------------------------- | ---------------------------- | ---------- |
| 1852      | stibadium met kariatiden        | J.C. Geiss en Hermann H.A. Wentzel | 't Laer                            | Ommen                     |                              |            |
| 1952      | C.E.W. Nering Bögelbank         |                                    | Het Laar                           | Ommen                     |                              |            |
| 1952      | J. de Leviebank                 |                                    | Het Laar / Koesteeg                | Ommen                     |                              |            |
| 1988      | Vier windsculpturen             | Alwie Oude Aarninkhof              | Stationsplein                      | Ommen                     | staal                        |            |
| 1990      | Varkens                         | Kiny Copinga                       | Markt                              | Ommen                     |                              |            |
| 1997      | Man met kruiwagen               | Joris Baudoin                      | Schurinkstraat/Balkerweg/Slagenweg | Ommen                     | gewapend beton               |            |
| 1998      | Otto III, bisschop van Utrecht  | Kiny Copinga                       |                                    | Ommen                     |                              |            |
| 1999      | Bokje op ei                     | Iris Le Rütte                      |                                    | Ommen                     | brons                        |            |
| 1999      | Het Zwarte Paard                | Iris Le Rütte                      |                                    | Ommen                     | brons                        |            |
| 2000      | De Wulp                         | René van Zuuk                      | Zeesserweg                         | Ommen                     |                              |            |
| 2005      | Vechtsiel                       | Kees Hoogendam                     |                                    | Ommen                     | Bentheimer zandsteen         |            |
| 2005      | Nehalennia                      | Karin Gerfen                       | Archem                             | bij de Archemer Stuw      |                              |            |
| 2005      | Twee tronen                     | Jacomijn Schellevis                | Vilsteren                          | bij de Stuw van Vilsteren | hout en Bentheimer zandsteen |            |
| 2007      | Hirsch                          | Hellen Abma                        |                                    | Lemele                    | metaal                       |            |
| 2011      | Kalf Arriën                     | Eric Schutte                       | Arriën                             | Ommen                     | metaal                       |            |
|           | Zeemeermin                      |                                    | Archem                             | bij de Archemer Stuw      | cortenstaal                  |            |
|           | De leeuw van Oranje             |                                    | Park 1813                          | Lemele                    |                              |            |
|           | Kring van 5 mensen              | Iris Le Rütte                      |                                    | Ommen                     |                              |            |
|           | Ommen                           | Azat Malikov                       | Walstraat                          | Ommen                     |                              |            |
|           | Beeldenpaar                     |                                    | Koesteeg                           | Ommen                     |                              |            |
|           | Gevelreliëf                     |                                    | Stationsgebouw                     | Ommen                     |                              |            |
|           | Breath                          | Heppe de Moor                      | Van Reeuwijkstraat                 | Ommen                     |                              |            |
|           | Ezel met balancerend mensfiguur | Iris Le Rütte                      | Hessel Mulertplein                 | Ommen                     |                              |            |
|           | De Krietbult                    |                                    | Midgetgolfbaan                     | Ommen                     | beton                        |            |